# Toba-Batak
De Toba-Batak zijn een volk in Noord-Sumatra, Indonesië.
Bekende Toba-Bataks zijn onder meer:
- Maraden Panggabean: generaal van de TNI, commandant van de strijdkrachten van de Republiek Indonesië
- D.I. Panjaitan: generaal van het Indonesische leger, Indonesische nationale held, held van de Indonesische revolutie
- T.B. Simatupang: generaal van het Indonesische leger, stafchef van het leger, Indonesische nationale held
- Ferdinand Lumbantobing: Een dokter, Indonesische minister van Volksgezondheid, Indonesische nationale held
- Adam Malik Batoebara: derde vice-president van Indonesië, minister van Buitenlandse Zaken, Indonesische onafhankelijkheidsstrijder, Indonesische nationale held